# Liste der kubanischen Botschafter in Frankreich
Die Botschaft befindet sich in der 16, rue Presles in 15. Arrondissement, Paris.
| Ernannt / Akkreditiert | Name                          | Bemerkung | ernannt während der Regierung von | akkreditiert während der Regierung von | Posten verlassen |
| ---------------------- | ----------------------------- | --- | --------------------------------- | -------------------------------------- | ---------------- |
| 1903                   | Emilio Ferrer y Picabia       | Geschäftsträger | Tomás Estrada Palma               | Émile Loubet                           |                  |
| 11. Jan. 1904          | Emilio Ferrer y Picabia       | auch Ministre plénipotentiaire in Rom. Vermittels des Platt Amendment setzte das Kabinett Theodore Roosevelt von 29. September 1906 bis 28. Januar 1909 Charles Edward Magoon und William Howard Taft als Gouverneure in Kuba ein. | Tomás Estrada Palma               | Émile Loubet                           | 1909             |
| 1903                   | José Agripino Barnet          | Vicecónsul in París | Tomás Estrada Palma               | Émile Loubet                           | 1903             |
| Okt. 1918              | Rafael Martínez Ortiz         | (* 17. Juni 1859 in Santa Clara (Kuba); † 9. Juli 1931 in Paris) | Mario García Menocal              | Raymond Poincaré                       | 30. Aug. 1930    |
| 30. Aug. 1930          | Carlos Miguel de Céspedes     | [ 3 ] | Gerardo Machado                   | Gaston Doumergue                       |                  |
| 1932                   | Ricardo Herrera Guirol        | | Gerardo Machado                   | Paul Doumer                            | Okt. 1932        |
| 1933                   | Eduardo Usabiaga              | 27. Oktober 1928: Gesandter in Prag. | Ramón Grau San Martín             | Albert Lebrun                          |                  |
| 1935                   | Francisco Domínguez Roldán    | (* 1864; † 1942) | José Agripino Barnet              | Albert Lebrun                          |                  |
| 16. Juni 1937          | José Rene Morales y Valcárcel | (im April 1885 in der Iglesia de Nuestra Senora de Monserrate Havanna getauft) Gouverneur der Provinz Havanna. | Federico Laredo Bru               | Albert Lebrun                          | 1938             |
| 1938                   | Juan Antiga y Escobar         | (* 23. Mai 1871 in Mayajigua Sancti Spíritus; † 9. Februar 1939 in Havanna) Arzt der Universität Havanna. Botschafter in Bern und Vertreter der Regierung bei der Konferenz von Évian                                              | Federico Laredo Bru               | Albert Lebrun                          |                  |
| 1951                   | Flora Diaz Parrado            | Geschäftsträgerin | Carlos Prío Socarrás              | Vincent Auriol                         |                  |
| 22. Mai 1951           | Héctor de Ayala y Saaverio    | (* 6. Juni 1905 in Havanna; † 15. Juli 1985 in Neuilly-sur-Seine) Sohn von Saaverio de Gaban-Cho und Julian de Ayala de La Cruz Prieto (* 1870). Seit 3. Dezember 1946 Botschafter in Bern                                         | Carlos Prío Socarrás              | Vincent Auriol                         |                  |
| 16. Juni 1959          | Manuel Gran Gilledo           | | Manuel Urrutia Lleó               | Charles de Gaulle                      |                  |
| 1961                   | Harold Gramatges              | | Osvaldo Dorticós Torrado          | Charles de Gaulle                      | 1964             |
| 29. Feb. 1964          | Antonio Carrillo Carreras     | 1960: Botschafter in Bagdad und Rabat. Am 4. November 1962 Zeremonienmeister bei der Übergabe von Rudolf Anderson an Emil A. Stadelhofer. Später Vizeminister für Fischfang                                                        | Osvaldo Dorticós Torrado          | Charles de Gaulle                      |                  |
| 19. Nov. 1966          | Baudilio Castellanos Garcia   | | Osvaldo Dorticós Torrado          | Charles de Gaulle                      |                  |
| 1968                   | M. F. Ramos                   | Geschäftsträger | Osvaldo Dorticós Torrado          | Charles de Gaulle                      |                  |
| 28. Mai 1973           | Gregorio Ortega-Suarez        | | Osvaldo Dorticós Torrado          | Georges Pompidou                       |                  |
| 27. Nov. 1987          | Fernando Florez Ibarra        | | Fidel Castro                      | François Mitterrand                    |                  |
| 20. Apr. 1994          | Raul Roa Kouri                | | Fidel Castro                      | François Mitterrand                    |                  |
| 7. Sep. 1998           | Eumelio Caballero Rodriguez   | | Fidel Castro                      | Jacques Chirac                         |                  |
| 11. Jan. 2005          | Rogelio Placido Sanchez Levi  | | Fidel Castro                      | Jacques Chirac                         |                  |
| 2. Okt. 2009           | Orlando Requeijo Gual         | | Raúl Castro                       | Nicolas Sarkozy                        |                  |
| 2013                   | Héctor Igarza Cabrera         | 14. August 2009: Botschafter in Port-au-Prince, Botschafter in Kinshasa, Leiter der Abteilung Subsahara-Afrika | Raúl Castro                       | François Hollande                      |                  |